# Rugby Viadana 2006-2007

## Super 10 2006-07

### Stagione regolare
| Incontro                  | Andata | Ritorno |
| ------------------------- | ------ | ------- |
| Viadana — Amatori Catania | 52-12  | 17-12   |
| Parma — Viadana           | 19-24  | 6-17    |
| Capitolina — Viadana      | 26-20  | 7-27    |
| Viadana — L’Aquila        | 77-17  | 28-21   |
| GRAN Parma — Viadana      | 13-44  | 3-22    |
| Viadana — Benetton        | 9-15   | 44-15   |
| Rovigo — Viadana          | 9-25   | 29-34   |
| Viadana — Calvisano       | 21-14  | 29-22   |
| Petrarca — Viadana        | 37-18  | 6-25    |

#### Risultati della stagione regolare
| Posizione | G  | V  | N | P | PF  | PS  | DP   | B | Pt |
| --------- | -- | -- | - | - | --- | --- | ---- | - | -- |
| 2ª        | 18 | 14 | 0 | 4 | 504 | 312 | +192 | 6 | 62 |

### Fase finale
| Turno | Incontro            | Andata | Ritorno |
| ----- | ------------------- | ------ | ------- |
| SF    | Calvisano — Viadana | 19-10  | 19-30   |
| F     | Benetton — Viadana  | 28-24  | 28-24   |

## Coppa Italia 2006-07

### Prima fase

#### Girone A
| Incontro                  | Risultato |
| ------------------------- | --------- |
| GRAN Parma — Viadana      | 14-31     |
| Viadana — Amatori Catania | 9-12      |
| Viadana — Benetton        | 26-13     |
| Capitolina — Viadana      | 17-42     |

#### Risultati del girone A
| Posizione | G | V | N | P | PF  | PS | DP  | B | Pt |
| --------- | - | - | - | - | --- | -- | --- | - | -- |
| 1ª        | 4 | 3 | 0 | 1 | 108 | 56 | +52 | 3 | 15 |

### Fase finale
| Turno | Incontro            | Risultato |
| ----- | ------------------- | --------- |
| SF    | Viadana — Parma     | 13-9      |
| F     | Calvisano — Viadana | 9-16      |

## European Challenge Cup 2006-07

### Prima fase

#### Girone 5
| Incontro            | Andata | Ritorno |
| ------------------- | ------ | ------- |
| Worcester — Viadana | 25-7   | 19-16   |
| Viadana — Albi      | 26-13  | 27-17   |
| Viadana — Clermont  | 9-14   | 29-57   |

#### Risultati del girone 5
| Posizione | G | V | N | P | PF  | PS  | DP  | B | Pt |
| --------- | - | - | - | - | --- | --- | --- | - | -- |
| 3ª        | 6 | 2 | 0 | 4 | 114 | 145 | -31 | 3 | 11 |

## Verdetti
- Viadana vincitore della Coppa Italia 2006-2007.
- Viadana qualificato alla Supercoppa italiana 2007.
- Viadana qualificato alla Heineken Cup 2007-2008.